# 2022年哥本哈根購物中心槍擊案
2022年哥本哈根購物中心槍擊案是丹麥哥本哈根阿邁厄島的菲爾德購物中心（Field's mall）於2022年7月3日爆發的大規模槍擊案，總共造成三人死亡，四人重傷，目前已有一名22歲丹麥男子被警方逮捕。警方初步判定案發現場沒有其他槍手，且不排除此案是「恐怖主義行為」。

## 事件經過
一名持有獵槍的男子於7月3日下午5點30分之前進入購物中心，警方在下午5點37分接到報案，11分鐘後逮捕男子。一位目擊者表示槍手身高约1.8米，一开始声称自己拿了一把假枪，結果後來在購物中心裡一面奔跑一面大吼大叫，看起來相當暴力且生氣。

## 傷者
此槍擊事件總共造成三人死亡，四人重傷，另有23人受輕傷，其中3人被流彈打傷，其他20人則在疏散過程中受傷。死亡的三人分別是一名17歲女孩、一名17歲男孩以及一名47歲的俄羅斯男子，受重傷的四人分別是兩位瑞典公民以及兩名丹麥人，四人之中有三人被帶往Rigshospitalet醫院進行治療。

## 兇手
目前一名22歲，有精神病史的丹麥男子被警方逮捕。社交媒體在7月3日晚間開始流傳由兇手所拍攝的影片，他在影片中使用步槍以及一般槍枝模仿自殺的動作，並表示自己曾服用過一種「沒有作用」的精神病藥物。但影片中的槍枝不是男子的，他也沒有槍枝許可證，槍枝的合法擁有者是一位與男子住在一起的運動射擊俱樂部（sport shooting club）成員。

## 反應
槍擊案發生後不久，丹麥王室即取消原定由佛雷德里克王儲所主持的招待會。而英國歌手哈利·斯泰爾斯（Harry Styles）原預計在案發現場附近舉辦演唱會，但活動現已取消，哈利本人也在Snapchat上發文哀悼。丹麦首相梅特·弗雷泽里克森发表声明说呼吁民众“团结一致，相互支持”。丹麦女王玛格丽特二世发表声明，向遇难者家属表示同情。